# Verdetto finale (film 1989)
Verdetto finale (True Believer) è un film del 1989, diretto dal regista Joseph Ruben.

## Trama
Eddie Dodd è un avvocato cinico e disilluso, un tempo in prima linea nella difesa dei diritti civili e delle classi più povere, ma diventato col tempo difensore di spacciatori e trafficanti di droga. Il giovane avvocato idealista Roger Baron lo convince ad occuparsi del caso di Shu Kai Kim, un coreano che sta scontando una pena per un omicidio di cui si è sempre dichiarato innocente ed accusato di aver ucciso un detenuto.
Dodd intende dimostrare l'innocenza di Shu dal primo omicidio, in modo da costringere il procuratore distrettuale a ritirare la seconda accusa di omicidio. Con l'aiuto dell'investigatrice Kitty Greer, scoprono che il loro assistito è vittima di Robert Reynard, procuratore potente e corrotto, e più in generale di un sistema composto di poliziotti corrotti ed informatori prezzolati. In tribunale, Dodd e Baron svelano gli intrighi e riescono a far assolvere l'innocente coreano.

## Colonna sonora
Fa parte della colonna sonora del film la canzone "Fredoom Rider" dei Traffic.

## Riconoscimenti
- 1989 - Festival del film poliziesco di Cognac
  - Grand Prix